# Катарина от Горица
Катарина от Горица (на немски: Katharina von Görz; † 1391) от род Майнхардини, е графиня от Горица и чрез женитба херцогиня на Херцогство Бавария-Мюнхен.

## Живот
Дъщеря е на граф Майнхард VI от Горица († 1385) и на първата му съпруга Катарина фон Пфанберг († сл. 1375), дъщеря на граф Улрих V фон Пфанберг (1287 – 1354).
Катарина се омъжва през 1372 г. за херцог Йохан II от Бавария-Мюнхен (1341 – 1397). Тя е втората му съпруга. През 1385 г. Катарина и нейният съпруг Йохан II наследяват една трета от Графство Горица, което той през 1392 г. продава на Хабсбургите.

## Деца
Катарина и Йохан II има двама сина и дъщеря:
- Ернст (* 1373; † 2 юли 1438, Мюнхен)
- Вилхелм III (* 1375; † 13 септември 1435, Мюнхен)
- София Баварска (* 1376; † 1425, Пресбург), омъжена на 2 май 1389 г. в Прага за крал Вацлав IV от Бохемия (1361 – 1419)